# Baskin (Film)
Baskin ist ein türkischer Horrorfilm aus dem Jahr 2015. Der Film wurde vom Regisseur Can Evrenol gedreht.

## Inhalt
Der neue, junge Polizist namens Arda bekommt einen Auftrag. Er muss gemeinsam mit dem Polizeichef Remzi, dem Hitzkopf Yavuz und zwei weiteren Polizisten zu einem heruntergekommenen, alten Haus fahren, da dort ein Notruf abgesetzt wurde. Doch schon auf der Fahrt  bauen sie einen Unfall. Jetzt setzen sie ihren Weg zu Fuß fort. Plötzlich finden sie ein leeres Polizeiauto. Später finden die Polizisten das Haus, wo auch der Notruf abgesetzt wurde. Im Haus befindet sich ein blutrünstiger Kult, der dort sein Unwesen treibt.

## Produktion und Veröffentlichung
Es handelt sich bei Baskin um das Langfilmdebüt von Can Evrenol. Der Film basiert auf seinem gleichnamigen Kurzfilm. Die Drehbücher schrieben Can Evrenol, Cem Özüduru, Erçin Sadıkoğlu und Eren Akay. Der Film wurde von Mo Film produziert. Die Musik komponierte JF (Ulas Pakkan & Volkan Akaalp) und für die Kameraführung war Alp Korfali verantwortlich. Für den Schnitt verantwortlich war Erkan Özekan. Der Film wurde mit einem Budget von 350.000 US-Dollar in Istanbul gedreht. Der Film kam am 11. September 2015 heraus. Am 31. Dezember 2015 erschien der Film in einer ungekürzten Fassung mit der Altersfreigabe „ab 18 Jahren“ in den deutschen Kinos.

## Synchronisation
| Charaktere                 | Schauspieler      | Deutscher Sprecher |
| -------------------------- | ----------------- | ------------------ |
| Remzi                      | Ergun Kuyucu      | Erich Räuker       |
| Seyfi                      | Sabahattin Yakut  | Robert Glatzeder   |
| Guide / Frosch Jäger       | Mümin Kaar        | Bernd Egger        |
| Yavuz                      | Muharrem Bayrak   | Stefan Gossler     |
| Arda                       | Gorkem Kasal      | Jan Makino         |
| Baba                       | Mehmet Cerrahoğlu | Thomas Kästner     |
| Master Creep / The Servant | Sevket Suha Tezel | -                  |

## Rezeption
„Visuell zunächst um eine bedrückende Atmosphäre und mythische Überhöhung bemüht, gleitet der Slasherfilm zunehmend in eine redundante Gewaltorgie ab, bei der die wohlfeil inszenierten Tabubrüche purer Selbstzweck sind.“

Shock Till You Drop lobte den Film und zog Vergleiche mit der Arbeit des italienischen Horrorregisseurs Lucio Fulci. Noel Murray von der Los Angeles Times nannte den Film „gut gemacht und phantasievoll erschütternd“, wobei er bemerkte, dass das übermäßige Blut des Films möglicherweise nicht für jeden Geschmack sei.